# Matjärvi
Matjärvi är en sjö i kommunen Hollola i landskapet Päijänne-Tavastland i Finland. Arean är 47 hektar och strandlinjen är 3,4 kilometer lång. Sjön  ingår i Kymmene älvs huvudavrinningsområde.   Den ligger omkring 23 km nordväst om Lahtis och omkring 100 km norr om Helsingfors. 
Väster om Matjärvi ligger byn Järvenpää.